# 一般のライプニッツの法則
数学の微分積分学において一般化されたライプニッツの法則 (generalized Leibniz rule), 一般のライプニッツの法則（いっぱんのライプニッツのほうそく、英: general Leibniz rule；一般ライプニッツ則）あるいは単にライプニッツの法則は、積の法則（これもまたライプニッツの法則と呼ばれる）の一般化であり、f, g を n回微分可能な関数とするとき、それらの積 fg の n階微分が
{\displaystyle (fg)^{(n)}=\textstyle \sum \limits _{k=0}^{n}{\dbinom {n}{k}}f^{(k)}g^{(n-k)}}
で与えられることを述べるものである。ここで (n
k) は二項係数である。ドイツの哲学者・数学者のゴットフリート・ライプニッツの名に因む。
この法則は、積の法則と数学的帰納法を用いることで証明できる。

## 例
n = 1 のとき (積の微分法則){\displaystyle (fg)'=f'g+fg'}
n = 2 のとき{\displaystyle (fg)''=f''g+2f'g'+fg''}
n = 3 のとき{\displaystyle (fg)'''=f'''g+3f''g'+3f'g''+fg'''}
各項の係数は二項定理と同様に二項係数となり、パスカルの三角形から求めることができる。

## 多因子版
f1, …, fm が m個の n階微分可能函数のとき、
{\displaystyle (f_{1}f_{2}\dotsm f_{m})^{(n)}=\textstyle \sum \limits _{k_{1}+k_{2}+\dotsb +k_{m}=n}{\dbinom {n}{k_{1},k_{2},\dotsc ,k_{m}}}f_{1}^{(k_{1})}f_{2}^{(k_{2})}\dotsm f_{m}^{(k_{m})}}
と書ける。
ここで、{\displaystyle {\binom {n}{k_{1},k_{2},\dotsc ,k_{m}}}={\frac {n!}{k_{1}!\,k_{2}!\dotsm k_{m}!}}} は多項係数である。

## 多変数版
多重指数記法を使い、より一般に
{\displaystyle \partial ^{\alpha }(fg)=\sum _{\beta \leq \alpha }{\binom {\alpha }{\beta }}(\partial ^{\alpha -\beta }f)(\partial ^{\beta }g)}
の形に規則を述べることもできる。この式は、微分作用素の合成の表象を計算する公式の導出に用いられる。実は、P, Q を（係数が十分多くの回数微分可能であるような）微分作用素とし、R ≔ P ∘ Q とするとき、R もまた微分作用素であり、R の表象が {\displaystyle R(x,\xi )=e^{-{\langle x,\xi \rangle }}R(e^{\langle x,\xi \rangle })} で与えられるから、ここに直接計算によって
{\displaystyle R(x,\xi )=\sum _{\alpha }{1 \over \alpha !}\left({\partial  \over \partial \xi }\right)^{\alpha }P(x,\xi )\left({\partial  \over \partial x}\right)^{\alpha }Q(x,\xi )}
を得る。この公式はふつう、ライプニッツの公式 (Leibniz fomula) と呼ばれる。これを用いて表象の合成が定義できて、表象全体の成す空間には環の構造が入る。